# Dario Herman
Dario Herman, hrvatski reprezentativni rukometaš
S mladom reprezentacijom 2006. osvojio je zlato na europskom prvenstvu.